# Heliconius madeira
Heliconius madeira är en fjärilsart som beskrevs av Riley 1919. Heliconius madeira ingår i släktet Heliconius och familjen praktfjärilar. Inga underarter finns listade i Catalogue of Life.